# Клое Роджерс
Клое Роджерс  (англ. Chloe Rogers; 30 березня 1985) — британська хокеїстка на траві, олімпійська медалістка.

## Виступи на Олімпіадах
| Олімпіада   | Дисципліна     | Місце |
| ----------- | -------------- | ----- |
| Пекін 2008  | хокей на траві | 6     |
| Лондон 2012 | хокей на траві | 3     |